# Vimaria
Vimaria oder auch Wimaria (neulateinisch für Weimar) steht für die Schutzgöttin oder die Allegorie der Stadt Weimar. Sie wiederum ist das Motiv des 1875 errichteten und 1937 wieder entfernten Vimaria-Brunnens von Robert Härtel, der vor dem Neuen Museum Weimar stand.
- Sie ist außerdem Namenspatronin des Vimaria-Verlages.

- Sie ist Namenspatronin des Weimarer Ortsvereines der Schlaraffia, der dort am 7. Dezember 1885 gegründet wurde.[2][3]

- In Weimar-West gibt  es einen Sportverein mit Stadion namens SSV Vimaria Weimar ’91.